# Alaimus primitivus
Alaimus primitivus is een rondwormensoort uit de familie van de Alaimidae. De wetenschappelijke naam van de soort is voor het eerst geldig gepubliceerd in 1881 door de Man.